# 寿山镇 (大关县)
寿山镇，是中华人民共和国云南省昭通市大关县下辖的一个乡镇级行政单位。
2012年9月22日，云南省人民政府批复同意撤销寿山乡，设立寿山镇。

## 行政区划
寿山镇下辖以下地区：
寿山村、甘海村、益珠村、元坪村、中坪村、小河村和柑子村。